# Thalisson Kelven
Thalisson Kelven da Silva (Ji-Paraná, 7 maggio 1998) è un calciatore brasiliano, difensore del Gençlerbirliği.

## Statistiche

### Presenze e reti nei club
Statistiche aggiornate al 4 febbraio 2025.
| Stagione        | Squadra          | Campionato      | Campionato | Campionato | Coppe nazionali | Coppe nazionali | Coppe nazionali | Coppe continentali | Coppe continentali | Coppe continentali | Altre coppe | Altre coppe | Altre coppe | Totale | Totale |
| Stagione        | Squadra          | Comp            | Pres       | Reti       | Comp            | Pres            | Reti            | Comp               | Pres               | Reti               | Comp        | Pres        | Reti        | Pres   | Reti   |
| --------------- | ---------------- | --------------- | ---------- | ---------- | --------------- | --------------- | --------------- | ------------------ | ------------------ | ------------------ | ----------- | ----------- | ----------- | ------ | ------ |
| 2017            | Coritiba         | A+A1/PR         | 3+0        | 0          | CB              | 0               | 0               | -                  | -                  | -                  | -           | -           | -           | 3      | 0      |
| 2018            | Coritiba         | B+A1/PR         | 23+10      | 1+2        | CB              | 4               | 0               | -                  | -                  | -                  | -           | -           | -           | 37     | 3      |
| gen.-lug. 2019  | Guarani          | B+A1/SP         | 0          | 0          | CB              | 0               | 0               | -                  | -                  | -                  | -           | -           | -           | 0      | 0      |
| lug.-nov. 2019  | Coritiba         | B               | 1          | 0          | CB              | -               | -               | -                  | -                  | -                  | -           | -           | -           | 1      | 0      |
| Totale Coritiba | Totale Coritiba  | Totale Coritiba | 37         | 3          |                 | 4               | 0               |                    | -                  | -                  |             | -           | -           | 41     | 3      |
| 2020-gen. 2021  | CRB              | B+A1/AL         | 6+3        | 0          | CB              | 2               | 0               | -                  | -                  | -                  | CDN         | 6           | 0           | 17     | 0      |
| feb.-mag. 2021  | Inter de Limeira | D+A1/SP         | 0+12       | 0+1        | -               | -               | -               | -                  | -                  | -                  | -           | -           | -           | 12     | 1      |
| giu.-nov. 2021  | Vitória          | B               | 14         | 1          | CB              | 0               | 0               | -                  | -                  | -                  | CDN         | 2           | 0           | 16     | 1      |
| gen.-mar. 2022  | Mirassol         | C+A1/SP         | 0+11       | 0+1        | CB              | 2               | 0               | -                  | -                  | -                  | -           | -           | -           | 13     | 1      |
| mar.-dic. 2022  | Juventude        | A               | 25         | 0          | CB              | 0               | 0               | -                  | -                  | -                  | -           | -           | -           | 25     | 0      |
| 2023            | Mirassol         | B+A1/SP         | 27+9       | 3+0        | CB              | 0               | 0               | -                  | -                  | -                  | -           | -           | -           | 36     | 3      |
| Totale Mirassol | Totale Mirassol  | Totale Mirassol | 47         | 4          |                 | 2               | 0               |                    | -                  | -                  |             | -           | -           | 49     | 4      |
| gen.-giu. 2024  | U Cluj           | L1              | 18         | 0          | CR              | 2               | 0               |                    | -                  | -                  |             | -           | -           | 20     | 0      |
| 2024-2025       | Antalyaspor      | SL              | 20         | 1          | CT              | 2               | 0               |                    | -                  | -                  |             | -           | -           | 22     | 1      |
| Totale carriera | Totale carriera  | Totale carriera | 182        | 10         |                 | 12              | 0               |                    | -                  | -                  |             | 8           | 0           | 202    | 10     |

## Palmarès

### Club

#### Competizioni statali
- Campionato Alagoano: 1

CRB: 2020